# Pleuraphodius laterociliatus
Pleuraphodius laterociliatus är en skalbaggsart som beskrevs av Rudolph Petrovitz 1958. Pleuraphodius laterociliatus ingår i släktet Pleuraphodius och familjen Aphodiidae. Inga underarter finns listade i Catalogue of Life.